# Олександр Кобздей
Олександр Кобздей (12 вересня 1920, м. Олесько нині Буський район Львівська область — 25 вересня 1972, Варшава, Польща) — художник, скульптор, професор Академії мистецтв у Варшаві.

## Біографія
Народився 12 вересня 1920 року в містечку Олеську (нині Буського району Львівської області).
Дитинство провів у Львові. Паралельно зі шкільною наукою у Львові вчився в приватному порядку графіки і скульптури. У 1939—1941 роках навчався на факультеті архітектури Львівської політехніки.
Продовжив навчання у Гданській політехніці, яку закінчив 1946 року й отримав диплом інженера-архітектора. Водночас навіть під час німецької окупації навчався живопису.
Після другої світової війни навчався в Академії мистецтв у Кракові під керівництвом Євгена Ейбіша.
У 1947 році працював доцентом у Державній вищій школі скульптурного мистецтва в Сопоті.
Спочатку займався живописом в дусі постімпресіонізму і колоризму, Наприкінці 1940-х років став працювати у жанрі реалістичного живопису. У період соціалістичного реалізму став художником № 1, офіційно задекларованим комуністичним урядом. Автор шедеврів соціалістичного реалізму «Podaj cegłę» («Подай цеглу») і «Ceglarki» («Цеглярки»).
З 1951 року працював викладачем на кафедрі дизайну інтер'єру Варшавської академії мистецтв, згодом став професором кафедри живопису Варшавської академії мистецтв, де працював до самої смерті.
Здійснив поїздки до Китаю і В'єтнаму, в результаті яких постала серія малюнків. Ці малюнки 1954 року були представлені на XXVII Венеційському бієнале.
Відійшов від соцреалізму 1955 року і звернувся до абстрактного мистецтва, мистецтва матерії. Митець працював на структуру і текстуру зображення — створив серію «Szczeliny», над якою працював з 1966 року. Продовженням цього циклу стали творені з 1969 року мистецькі твори під назвою «Hors cadre» («Поза кадром»).
Творив просторові об'єкти, об'єкти живопису і скульптури, також займався дизайном, плакатом і книжковими ілюстраціями.
У 1958 року отримав почесне звання професора.
У 1965—1966 роках Олександр Кобздей очолював кафедру живопису в Коледжі образотворчих мистецтв у Гамбурзі. Брав участь у численних виставках і конкурсах.
Брав активну участь у культурному житті Польщі. Разом з відомими критиками і публіцистами Кшиштофом Теодором Тоеплітземом і Зигмунтом Калужинським упродовж багатьох років брав участь у популярному радіошоу «Події місяця», де обговорювали новини польської та світової культури.
Помер 25 вересня 1972 року, на 53-му році життя. Похований на військовому цвинтарі на Повонзках у Варшаві.

## Визнання
Художник отримав безліч нагород і високих державних нагород, у тім числі Золотий Хрест за життєві досягнення, Офіцерський Хрест Відродження Польщі, Орден Прапора Праці II класу за серію малюнків з Китаю і В'єтнаму.
Найважливішою у художній кар'єрі була престижна премія за картину «Stolik» на V Бієнале в Сан-Паулу у 1959 році.
У 1966 році Віденський університет присвоїв йому нагороду імені Готфріда Гердера, а 1967 року Польське радіо і телебачення удостоїло нагороди за досягнення в області дизайну сцени.
У 1971 році Міністерство культури і мистецтв присудило йому індивідуальну премію І ступеня за видатні досягнення в області організації навчального процесу.
Твори Олександра Кобздея зберігаються у музеях Варшави, Кракова, Вроцлава, Познані, Бидгощі, Щецина, Лодзі, Нью-Йорку, Стокгольма, Ессена, Сан-Паулу та інших.